# Klaas (DJ)
Klaas Gerling známější jako Klaas je německý DJ a hudební producent z Kolína nad Rýnem. Pracuje spolu s Micha Moorem pod vydavatelstvím Scream & Shout. Klaas remixoval skladby různých hudebníků jako například Global Deejays, Armand Van Helden, Eddie Thoneick a Michael Mind a taktéž remixoval skladbu od Haddaway, „What Is Love“. V roku 2009 vydal singl „How Does It Feel“.

## Pozice singlů v žebříčcích
|                  | Francie | Švýcarsko | Belgie | Spojené království | Club 40 |
| ---------------- | ------- | --------- | ------ | ------------------ | ------- |
| Infinity 2008    | 1       | 1         | 1      | 3                  | 1       |
| What Is Love 2K9 | 5       | —         | 9      | —                  | 2       |
| Our Own Way      | 9       | —         | —      | —                  | 1       |

## Diskografie
Seznam skladeb.
- Klaas & Bodybangers – Freak (2010)
- Klaas – It's My Day (2010)
- Klaas – Downtown (2010)
- Klaas – Better Days (2009)
- Klaas – Our own way (2009)
- Klaas meets Haddaway – What is Love (2009)
- Klaas – Feel the Love (2008)
- Klaas – Make You Feel (2008)
- Klaas – How Does It Feel (2008)
- Klaas – Sexy Girl
- Klaas – The Way
- Klaas – Confession (2006)
- Klaas – Get Twisted (2006)
- Klaas – Whipe your Ass (2006)

## Remixované singly
- Gala – Freed From Desire (Klaas Club Mix)
- Klaas & Bodybangers – Freak (Klaas Remix)
- Jessy Matador – Bomba (Klaas Mix)
- Jessy Matador – Bomba (Klaas Club Mix)
- Example – Kickstarts (Klaas Mix)
- Stromae – House'llelujah (Klaas Remix)
- Menyo – Follow Your Heart (Klaas remix)
- Jasper Forks – River Flows In You (Klaas Radio Mix)
- Safri Duo – Helele (Klaas Mix)
- Culcha Candela – Somma im Kiez (Klaas Remix)
- Real2Real – I Like To Move it (Klaas Remix)
- Greg Cerrone – Invincible (Klaas Remix)
- Attack Attack – Set The Sun (Klaas Remix)
- Michael Mind – Ride Like The Wind (Klaas Remix)
- Global Deejays – Everybody's Free (Klaas Remix)
- Antoine Clamaran & Mario Ochoa – Give Some Love (Klaas Remix)
- Micha Moor – Space (Klaas Club Mix)
- Micha Moor – Space (Klaas Bigrooom Mix)
- Eddie Thoneick – Together As One (Klaas Remix)
- Patrick Bryce – Papercut (Klaas & Micha moor Remix)
- Chrissi D! – Don't you feel (Klaas Remix)
- DJ Aston Martinez – You Wanna (Klaas Remix)
- Erik Decks – Wild Obsession Theme (Klaas Remix)
- DJ Shumilin – Roller Head (Klaas Remix)
- No Angels – Goodbye To Yesterday (Klaas Remix)
- DJ Antoine – This time (Klaas Remix)
- Greg Cerrone – Pilling me (Klaas Remix)
- John Morley – Naughty (Klaas Remix)
- I'm A Finn Vs Klaas – I Love You (Klaas Remix)
- The Freelance Hellraiser – Weightlessness (Klaas Remix)
- Lissat & Voltaxx – Young and beautiful (Klaas & Micha Moor Remix)
- Spinning Elements – Freak (Klaas Remix)
- Dr. Kucho & Gregor Salto – Can't Stop Playing
- Fragma – Memory (Klaas Remix)
- Danny S – Keep Me Hanging On (Klaas Remix)
- Jean Elan – Where's Your Head At ? (Klaas Remix)
- Guru Josh Project – Infinity 2008 (Klaas Remix)